# ویلیام استنگر (بازیکن فوتبال)
ویلیام استنگر (انگلیسی: William Stanger؛ زادهٔ ۱۹ سپتامبر ۱۹۸۵) بازیکن فوتبال اهل فرانسه است.
از باشگاه‌هایی که در آن بازی کرده‌است می‌توان به باشگاه فوتبال رن، باشگاه فوتبال رنجرز، و باشگاه فوتبال پاری سن ژرمن اشاره کرد.